# John Balliol (Drama)
John Balliol, Ein historisches Drama in fünf Akten (engl. John Balliol, An Historical Drama In Five Acts) von William Tennant, erschien 1825 in lowländischem Schottisch.
John Balliol ist dargestellt als „schwacher Führer“, beeinflusst von seiner Mutter Dervorguilla de Balliol, während sein Rivale Robert the Bruce als „adliger Held“ porträtiert wird. Aber Balliol ist der, dessen Krönung von „zehntausend Adligen“ vollzogen wurde. Das Stück hat mehrere übernatürliche Elemente wie Seher, Omen und Verweise auf Geister. Valentina Bold wies darauf hin, dass viele Ähnlichkeiten zu The Royal Jubilee von James Hogg aus dem Jahr 1822  enthalten sind.
Balliol war Tennants zweites dramatisches Scheitern:
„Undeterred by the failure of [Cardinal Beaton], Tennant, in 1825, published "John Baliol", and only added another unit to his failures. His adoption of the "toom tabard" as his hero, seemed to intimate that his own wits were run out, and the poem therefore thred as its namesake had done—it was deposed and sent into oblivion. The public now wondered, and well it might, that the rich promise given in "Anster Fair" had been so poorly redeemed. What had become of that ungovernable wit that had burst its bounds, and overflowed in such profusion? A single stanza of Rob the Ranter was worth fifty Baliols and Beatons to boot.“
Das Drama wurde nie ins Deutsche übersetzt.